# Niesky

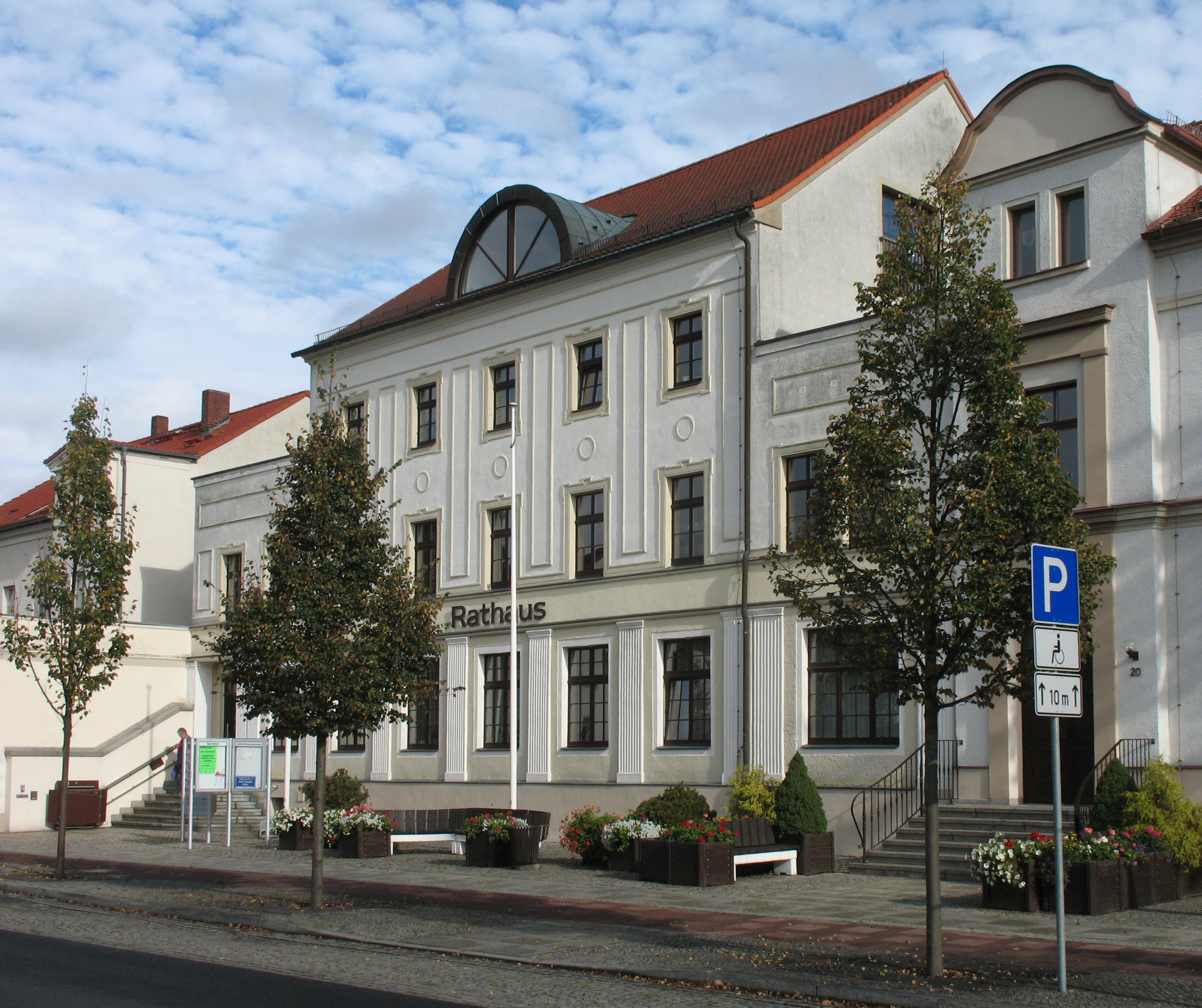
Gemeentehuis

Niesky (Sorbisch: Niska) is een gemeente in de Duitse deelstaat Saksen, gelegen in de Landkreis Görlitz. De plaats telt 9.198 inwoners.

## Delen van Niesky
- Kosel
- Ödernitz
- See
- Stannewisch

## Geschiedenis
Niesky werd in 1742 gesticht als nederzetting van de Evangelische Broedergemeente (Hernhutters). Daarmee is Niesky de jongste woonplaats binnen het district Görlitz. Deze immigranten uit Bohemen bouwden hier op 8 augustus 1742 de eerste drie huizen. De grond, die behoorde tot het riddergoed Trebus, was hen ter beschikking gesteld door de eigenaar Siegmund August von Gersdorf. Von Gersdorf was zelf ook Hernhutter. De naam van Niesky komt uit het Tsjechische "Nizky", wat laag betekent.

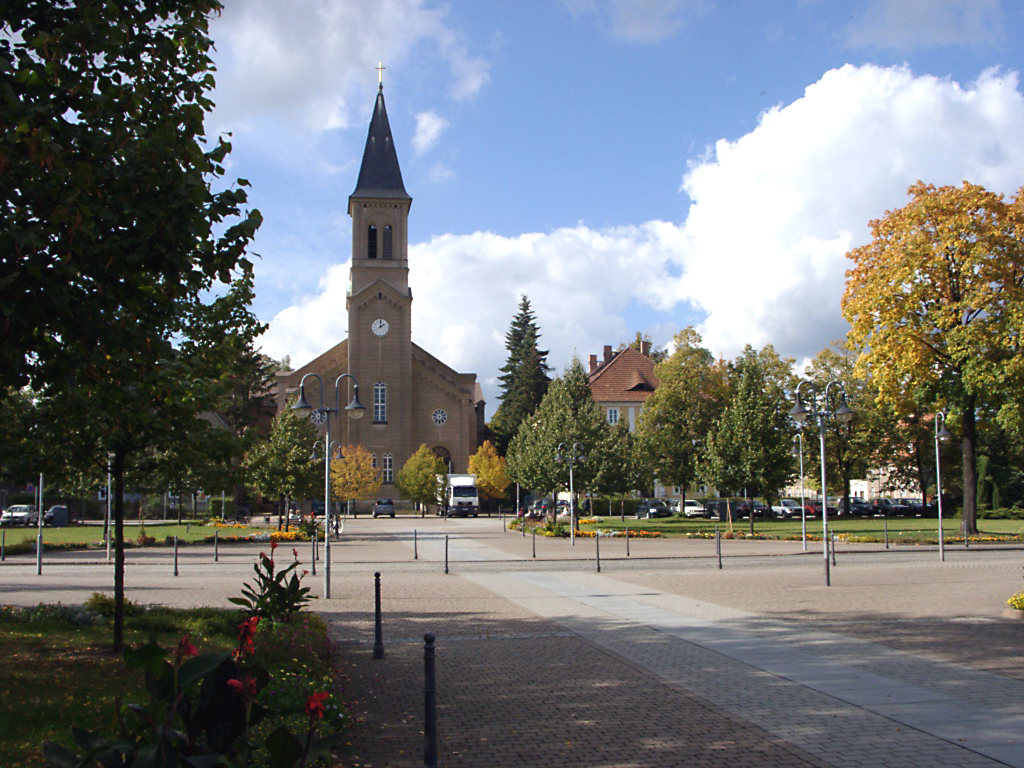
Zinzendorfplatz

## Indeling
Niesky bestaat uit de volgende Ortsteile: Kosel (Kózło), Stannewisch (Stanojšćo), Ödernitz (Wódrjeńca) en See (Jězor).

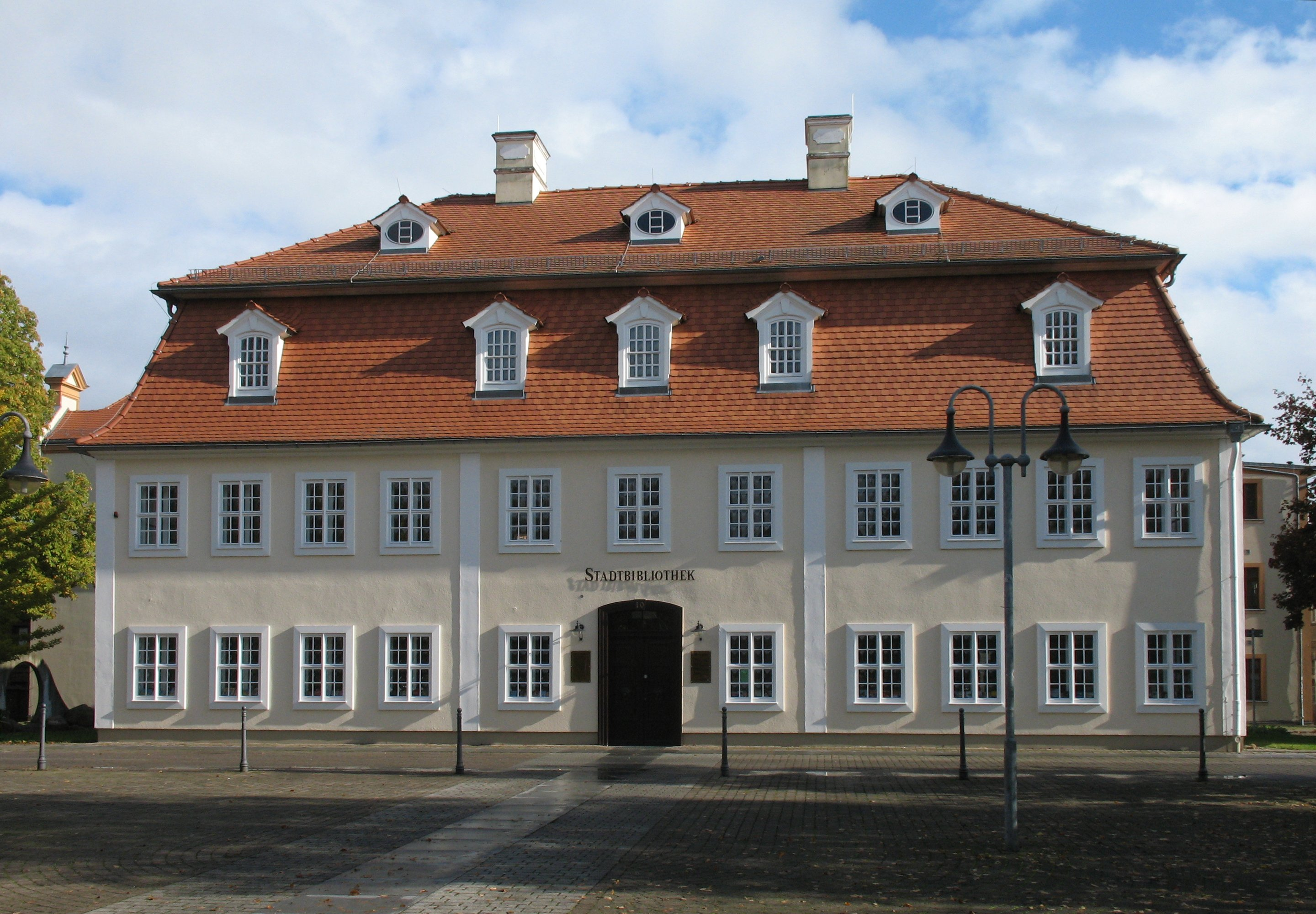
Bibliotheek
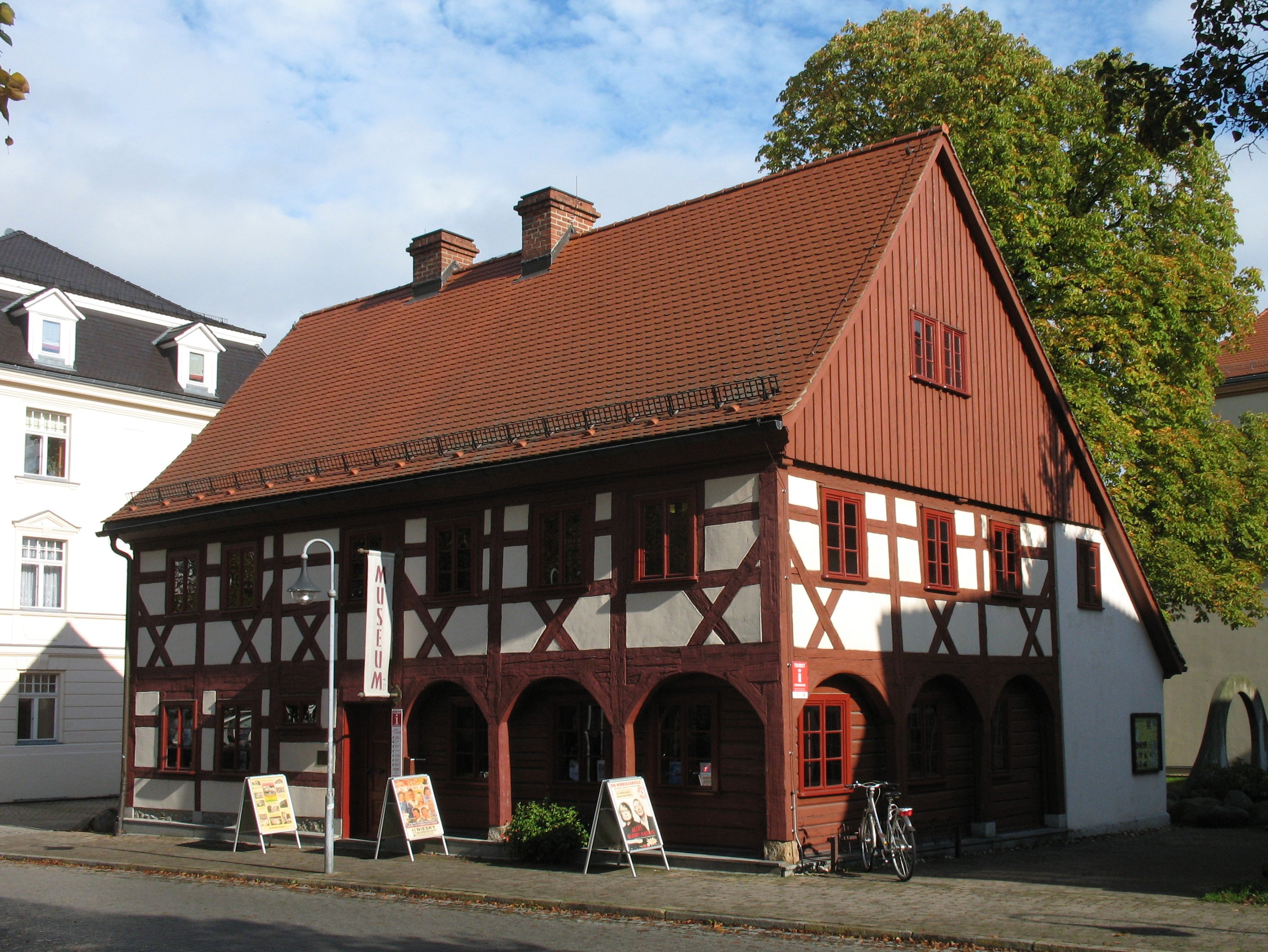
„Raschkehaus“
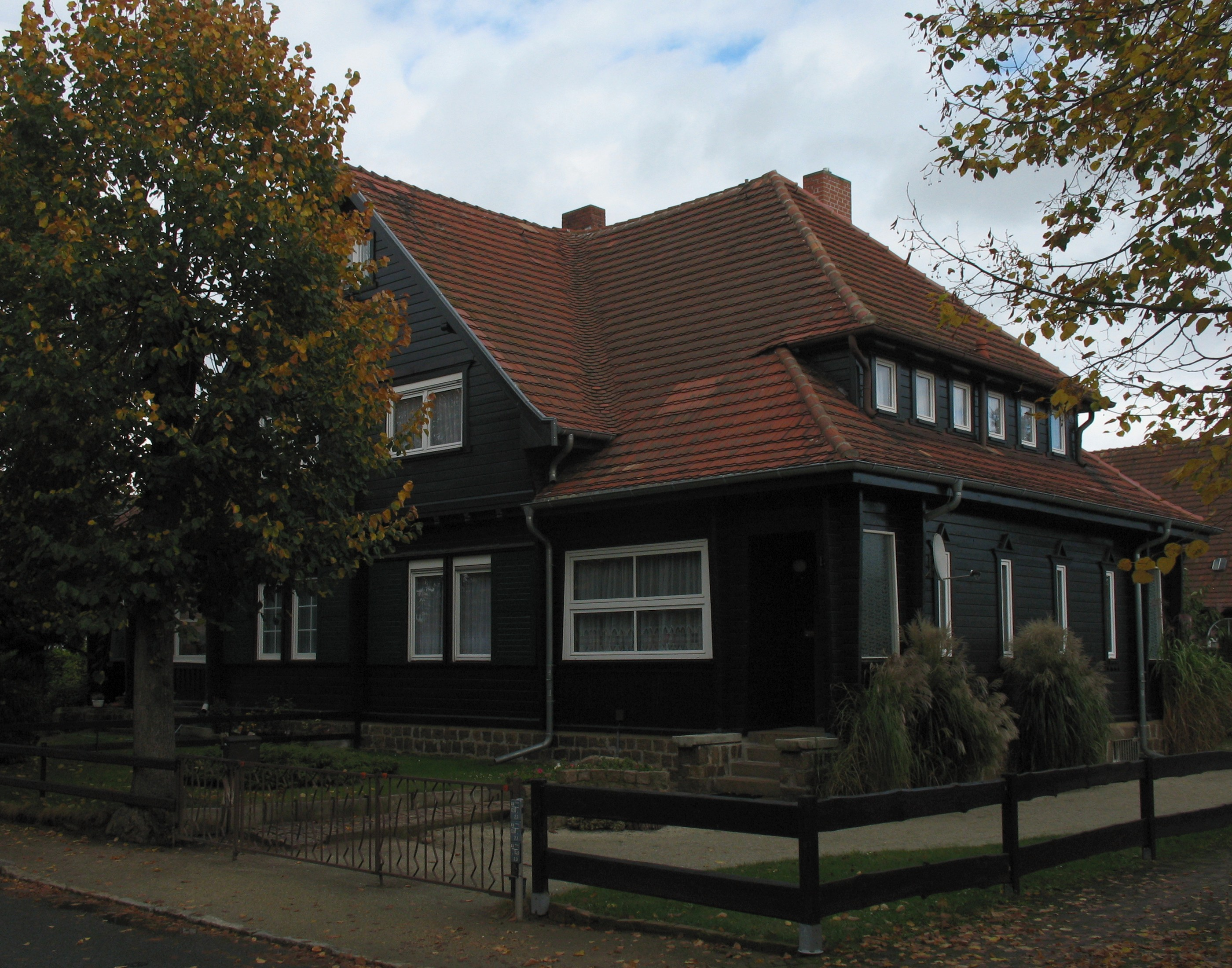
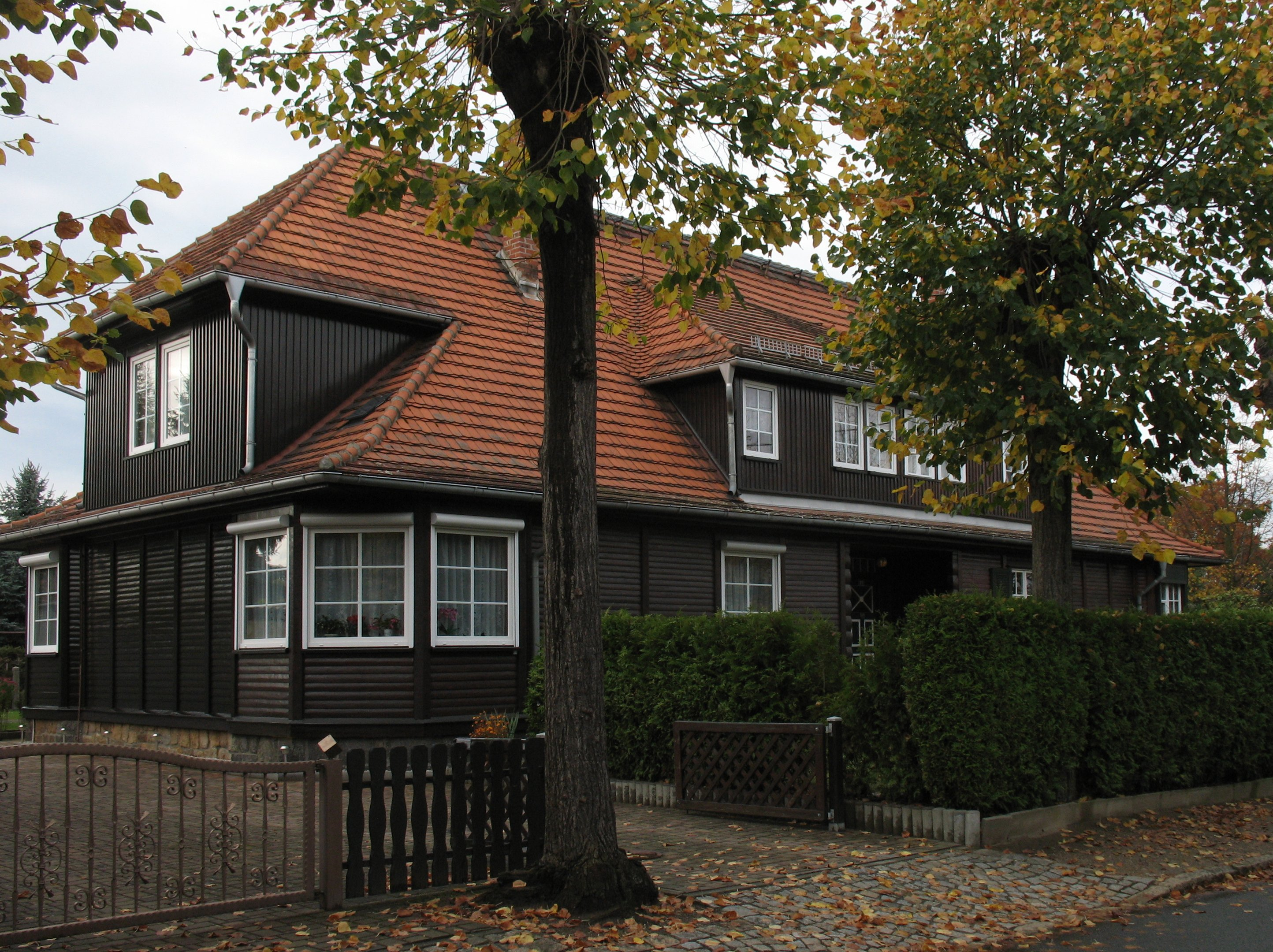

Bad Muskau ·
Beiersdorf · 
Bernstadt a. d. Eigen ·
Bertsdorf-Hörnitz ·
Boxberg/O.L. ·
Dürrhennersdorf · 
Ebersbach-Neugersdorf ·
Gablenz ·
Görlitz ·
Groß Düben ·
Großschönau · 
Großschweidnitz · 
Hähnichen ·
Hainewalde ·
Herrnhut ·
Hohendubrau ·
Horka ·
Jonsdorf ·
Kodersdorf ·
Königshain ·
Kottmar ·
Krauschwitz ·
Kreba-Neudorf ·
Lawalde · 
Leutersdorf · 
Löbau ·
Markersdorf ·
Mittelherwigsdorf ·
Mücka ·
Neißeaue ·
Neusalza-Spremberg ·
Niesky ·
Oderwitz · 
Olbersdorf · 
Oppach · 
Ostritz · 
Oybin ·
Quitzdorf am See ·
Reichenbach/O.L. ·
Rietschen ·
Rosenbach · 
Rothenburg/O.L. ·
Schleife ·
Schönau-Berzdorf · 
Schönbach ·
Schöpstal ·
Seifhennersdorf ·
Trebendorf ·
Vierkirchen ·
Waldhufen ·
Weißkeißel ·
Weißwasser/O.L. ·
Zittau